# San Luis, Cuetzala del Progreso
San Luis är en ort i Mexiko.   Den ligger i kommunen Cuetzala del Progreso och delstaten Guerrero, i den södra delen av landet, 170 km söder om huvudstaden Mexico City. San Luis ligger 940 meter över havet och antalet invånare är 101.
Terrängen runt San Luis är lite bergig. Runt San Luis är det ganska tätbefolkat, med 86 invånare per kvadratkilometer. Närmaste större samhälle är Apaxtla de Castrejón, 16,1 km nordväst om San Luis. I omgivningarna runt San Luis växer huvudsakligen savannskog.